# Rockstar London
ロックスター・ロンドン（英: Rockstar London Limited）は、イギリスのロンドンに本社を置くゲーム開発会社。テイクツー・インタラクティブ内のブランド、ロックスター・ゲームス傘下であり、オフラインからオンライン向けのゲーム開発を行うスタジオの1つである。

## 概要
ロックスター・ゲームス社（テイクツー・インタラクティブ社）は、新ゲーム開発スタジオであるロックスター・ロンドンを2005年11月21日にイギリスの首都ロンドンに設立すると発表した。
これまでに世界的に有名な『グランド・セフト・オートV』などはロックスター・ノース社などの助手会社としての役割で開発が進められてきた。そのため、ロックスター・ロンドン社では他の全てのロックスター・ゲームス社の子会社と共同で、『マックスペイン3』や『ミッドナイトクラブ:ロサンゼルス』などの開発支援を行ってきた。また、『マンハント2』は他のロックスター・ゲームス社の子会社（ロックスター・ウィーン社）から引き継いで開発を行い、発売した（日本未発売）。

## 開発した作品
- マンハント2（2007年）
- ミッドナイトクラブ:ロサンゼルス（2008年）
- マックスペイン3（2012年）
- グランド・セフト・オートV（2013年）
- レッド・デッド・リデンプション2（2018年）